# اچ‌ام‌اس ای۵
اچ‌ام‌اس ای۵ (به انگلیسی: HMS A5) یک زیردریایی بود که طول آن ۱۰۵٫۲۵ فوت (۳۲٫۰۸ متر) بود. این زیردریایی در سال ۱۹۰۴ ساخته شد.